# Il re pastore (Metastasio)
Il re pastore ist ein Opern-Libretto in drei Akten von Pietro Metastasio. Erstmals aufgeführt wurde es in der Vertonung von Giuseppe Bonno am 27. Oktober 1751 im Gartentheater von Schloss Schönbrunn in Wien. Das Libretto hatte im Vergleich zu anderen Libretti Metastasios nur einen mäßigen Erfolg und wurde weniger als dreißig Mal vertont. Am bekanntesten ist die Fassung von Wolfgang Amadeus Mozart (→ Il re pastore).
Eine deutsche Übersetzung des Librettos von Johann Anton Koch erschien 1774 unter dem Namen Der königliche Schäfer im sechsten Band seiner unvollendet gebliebenen Gesamtausgabe Des Herrn Abt Peter Metastasio Kayserl. Königl. Hofpoetens Dramatische Gedichte.

## Handlung
Alexander der Große hat das Königreich Sidon erobert und den Tyrannen Stratone (Straton II.) entmachtet. Nun plant er, den rechtmäßigen Herrscher Abdolonimo (Abdalonymos) wieder einzusetzen, der als Hirte im Land lebt, ohne von seiner Herkunft zu ahnen.

„Unter den herrlichsten Thaten des Alexanders Königs von Macedonien, zählet man billig diese, daß er das Königreich Sidon von seinem Tyrannen befreyet, und anstatt die Herrschaft darüber zu behalten, den eintzigen Zweig des rechtmäßigen Königlichen Stammes, welcher sich selbst unbekannt war, und auf dem benachbarten Lande ein armes und bäurisches Leben führete, wieder auf den Thron gesetzet.
Wie auf diesen Historischen Grund gebauet worden, wird man in dem Verlauf dieses Schau-Spiels sehen.
Der Schau-Platz ist auf dem Lande, in der Gegend der Stadt Sidon, wo das Macedonische Lager aufgeschlagen.“

Die folgende Inhaltsangabe folgt der 1752 und 1762 in Wien unter dem Namen Der königliche Schäffer herausgegebenen deutschen Übersetzung von L. L. von C. des Librettos der Vertonung von Giuseppe Bonno.

### Erster Akt
Weite und annehmliche, vom Fluss Bostreno durchflossene Landschaft mit Schafherden und Hirten
Eine große schlichte Brücke führt über den Fluss. Vorne befinden sich Schäferhütten, in der Ferne die Stadt Sidon.
Der Schäfer Aminta sitzt auf einem Stein und singt zur Begleitung einer Hirtenpfeife. Seine Geliebte Elisa, eine vornehme Edeldame, bringt die frohe Nachricht, dass ihre Mutter endlich ihrer Hochzeit zugestimmt habe. Als Aminta sie auf die Standesunterschiede hinweist, versichert sie ihm, dass sie ihn wegen seiner Sprache, seinem guten Aussehen, seinem Herzen und sogar wegen seiner Armut liebe.
Nachdem Elisa gegangen ist, kommen Alexander und sein Vertrauter Agenore und fragen Aminta nach seiner Herkunft. Seine bescheidenen aber dennoch selbstbewussten Antworten beeindrucken Alexander. Er ist nun überzeugt davon, dass Aminta der gesuchte Thronerbe ist.
Tamiri, die Tochter des vorigen Königs Stratone, ist nach dem Sturz ihres Vaters geflohen und als Schäferin verkleidet von Elisa unterstützt worden. Ihr Geliebter Agenore rät ihr, sich Alexander anzuvertrauen.
Elisa erzählt Aminta, dass nun auch ihr Vater der Hochzeit zugestimmt habe. Da kommt Agenore mit der königlichen Wache und sidonischen Adligen, die die königlichen Insignien bringen. Er huldigt Aminta und klärt ihn darüber auf, dass er in Wirklichkeit der Thronerbe Abdolonimo sei. Nachdem sein Vater vom Tyrannen Stratone vertrieben worden war, habe er ihn als Kind Agenore übergeben. Der alte Alceo habe ihn dann unerkannt aufgezogen. Alexander erwarte ihn nun, um ihn zu krönen. Aminta versichert Elisa, dass er sie auch als König weiterhin lieben werde.

### Zweiter Akt
Das große kostbare Zelt Alexanders
Auf der einen Seite befinden sich überwachsene Ruinen, auf der anderen das Lager der Griechen mit Wachposten an verschiedenen Stellen.
Elisa führt Tamiri herbei, um Alexander um Hilfe für sie zu bitten. Diese glaubt jedoch nicht an seine Unterstützung und läuft fort. Elisa will nun zunächst allein mit Alexander reden. Agenore teilt ihr mit, dass Alexander noch in einer Ratsversammlung sei, aber später auf sie zukommen werde. Nachdem sie gegangen ist, spricht Agenore den vorbeieilenden Aminta an und gibt ihm einige moralische Ratschläge.
Die Sitzung ist beendet. Alexander wundert sich, dass Aminta immer noch seine Schäferkleidung trägt. Er schickt ihn fort, um sich umzuziehen. Alexander spricht nun mit Agenore über Tamiri. Er fürchtet, bei ihr den Eindruck eines ungerechten Herrschers erweckt zu haben. Wenn sie nicht geflohen wäre, hätte er sie längst eines Besseren belehrt, denn er hat vor, sie mit dem neuen König Aminta zu vermählen.
Aminta kommt königlich gekleidet zurück. Agenore erzählt ihm von Alexanders Plan. Aminta erklärt jedoch, sich niemals von Elisa trennen zu können. Als Tamiri und Elisa hinzukommen, finden Aminta und Agenore zunächst nicht die richtigen Worte. Die beiden Frauen fühlen sich von ihren Geliebten missachtet.

### Dritter Akt
Das Innere einer großen steinernen Grotte mit Schlingpflanzen und einer Wasserquelle
Durch die Öffnungen sind in der Ferne verschiedene Hügel zu sehen. Etwas näher befindet sich das griechische Feldlager.
Aminta muss sich nun zwischen Elisa und dem Thron entscheiden. Weil Agenore ihm geraten hat, ehrenvoll zu handeln, teilt er ihm mehrdeutig mit, dass er sich für die Ehre entschieden habe und seine Braut bereits lieben würde. Er entfernt sich. Agenore ist erleichtert, dass seiner eigenen Tugend nun nichts mehr im Wege steht.
Elisa hat gehört, dass Aminta Tamiri heiraten werde, und Agenore bestätigt es ihr. Elisa ist jedoch fest entschlossen, Aminta nicht aufzugeben. Sie glaubt auch nicht an Amintas Einverständnis und geht, um mit Alexander sprechen.
Tamiri fragt Agenore sarkastisch, warum er ihr die Nachricht von ihrer geplanten Hochzeit nicht selbst gebracht habe. Schließlich habe er sich bei Alexander für sie eingesetzt. Als er erklärt, bei der Hochzeit nicht anwesend sein zu wollen, befiehlt ihm Tamiri ausdrücklich, teilzunehmen.
Vorhof des großen Tempels des tyrischen Herkules
Der gesamte Platz ist zur Krönung des neuen Königs von Sidon mit goldenen Gefäßen, ausländischen Teppichen, Grünpflanzen und blumenumrankten Säulen geschmückt. Auf der rechten Seite sieht man vorne einen reichen und erhöhten Thron mit zwei Sitzen, auf dem die königliche Krone und das Zepter liegen; etwas weiter entfernt befindet sich die breite Treppe zum Tempeleingang. Außerhalb des Vorhofs befinden sich auf der rechten Seite der Fluss Pharo und der mit vielen Schiffen besetzte Hafen von Sidon und auf der linken Seite gegenüber dem Thron das ordentlich aufgestellte makedonische Heer. Von allen Seiten strömen Bürger und Schäfer herbei.
Alexander tritt unter Begleitung kriegerischer Musik auf. Ihm voraus gehen die griechischen Hauptleute. Es folgen die sidonischen Edelleute. Zuletzt kommen Tamiri und Agenore. Nachdem er die Götter angerufen hat, begrüßt Alexander Tamiri. Sie huldigt ihm und teilt ihm dann mit, dass Agenore auf seine Liebe zu ihr verzichten wolle, damit sie den Thron besteigen könne. Alexander solle darüber urteilen. Da Agenore das bestätigt, ist für Alexander klar, dass beide das jeweils Beste für den anderen wünschen. Nun kommt auch Elisa und erklärt, dass sie seit ihrer Kindheit mit Aminta zusammen war und nie auf ihn verzichten werde. Alexander weist sie darauf hin, dass sie vom Schäfer Aminta geliebt worden war, aber niemals vom König Abdolonimo.
Aminta kommt in Schäferkleidung hinzu. Er erklärt, wieder zu seiner Herde zurückkehren zu wollen. Elisa sei ihm wichtiger als der Thron. Alexander entscheidet sich nun. Er wolle sie alle glücklich sehen. Daher vereinigt er Aminta mit Elisa sowie Agenore mit Tamiri. Aminta und Elisa werden über Sidon herrschen, und auch Agenore und Tamiri sollen ein Königreich erhalten.

## Geschichte
Die historischen Grundlagen des Schauspiels finden sich im vierten Buch der Historiae Alexandri Magni Macedonis des römischen Historikers Curtius Rufus und im siebzehnten Buch der Bibliotheca von Diodor sowie in Justins Auszug des elften Buchs von Pompeius Trogus’ Historiae Philippicae. Metastasio kannte zudem die Schäferdichtung Aminta (1573) von Torquato Tasso.
Metastasio schrieb dieses Libretto nur widerwillig auf Wunsch der Kaiserin Maria Theresia für eine Reihe von Aufführungen im Gartentheater von Schloss Schönbrunn, die von Mitgliedern des kaiserlichen Hofs – einem Mann und vier Frauen – dargeboten wurden. Das Libretto wurde im April 1751 fertiggestellt. Die ursprünglich für den Dezember geplante Uraufführung fand bereits im Oktober statt. Die Rolle des Alessandro sang der Graf von Bergen, und die beiden Liebespaare wurden von den Damen Frankenberg, Kollonitz, Lamberg and Rosemberg dargestellt. Metastasio war nicht hier nur als Librettist tätig, sondern auch für Bühnenbild, Regie und die Stimmbildung der Amateursänger verantwortlich. Trotz vorheriger Bedenken äußerte er schließlich seine Zufriedenheit mit der Aufführung. Der Erfolg führte dann im folgenden Jahr zu einem weiteren Auftrag für dieselbe Besetzung. Auch dieses Werk, L’eroe cinese, wurde erstmals von Giuseppe Bonno vertont.
Bereits einen Monat nach der Uraufführung empfahl Metastasio das Libretto dem damaligen Theaterdirektor von Madrid, Farinelli. Giuseppe Sarti verwendete es 1752 mit großem Erfolg in seiner ersten für Venedig geschriebenen Oper. Die Fassung von Francesco Antonio Uttini (Drottningholm 1755) war dessen einzige italienische Oper, die im Druck erschien. Die Komponistin Maria Teresa Agnesi Pinottini wählte es für ihre einzige Oper auf einen Text Metastasios. Bei der Uraufführung der Vertonung Christoph Willibald Glucks am 8. Dezember 1756 sangen die Schwestern Caterina und Francesca Gabrielli die Rollen der Elisa und Tamiri. An diesem Tag wurde der Erzherzog Maximilian II. Franz geboren. Als dieser im Jahr 1775 Salzburg besuchte, verwendete Wolfgang Amadeus Mozart für seine Huldigungsmusik daher eine Bearbeitung dieses Librettos. Mozart kannte es vermutlich bereits von einer Aufführung der Vertonung von Felice Giardini, die 1765 in London stattgefunden hatte.

## Vertonungen
Folgende Komponisten legten dieses Libretto einer Oper zugrunde:
| Komponist                               | Uraufführung                                                         | Aufführungsort        | Anmerkungen |  |
| --------------------------------------- | -------------------------------------------------------------------- | --------------------- | --- |  |
| Giuseppe Bonno                          | 27. Oktober 1751, Gartentheater von Schloss Schönbrunn               | Wien                  | |  |
| anonym                                  | nach 1751, neues Theater                                             | Hamburg               | |  |
| Arvid Niclas von Höpken                 | 1752                                                                 |                       | |  |
| Giuseppe Sarti                          | Karneval 1752, Teatro del Sole                                       | Pesaro                | erste Fassung; auch um den 28. Dezember 1752 im Teatro San Moisè in Venedig; im September 1753 in San Giovanni in Persiceto                                   |  |
| anonym                                  | 1753, Teatro de la Santa Cruz                                        | Barcelona             | |  |
| Maria Teresa Agnesi Pinottini           | vermutlich 1755                                                      |                       | |  |
| Francesco Antonio Uttini                | 24. Juli 1755, Schlosstheater                                        | Schloss Drottningholm | |  |
| Johann Adolph Hasse                     | 7. Oktober 1755, für den Dresdner Hof von August III.                | Hubertusburg          | auch am 7. Oktober 1762 als Le Roi pasteur ou Abdolonime im Königlich-Polnischen Opernhaus in Warschau; 1770 im Königlichen Theater in Sanssouci, Potsdam     |  |
| Antonio Ferrandini                      | 1756, Real Teatro del Buen Retiro                                    | Madrid                | |  |
| Davide Perez                            | Frühjahr 1756, Nuovo Teatro                                          | Cremona               | |  |
| Christoph Willibald Gluck               | 8. Dezember 1756, Burgtheater, u. a. mit Caterina Gabrielli          | Wien                  | |  |
| Antonio Maria Mazzoni                   | 11. Juli 1757, Teatro Marsigli-Rossi                                 | Bologna               | auch 1757 im Real Teatro del Buen Retiro in Madrid |  |
| Giovanni Battista Lampugnani            | April 1758, Teatro Regio Ducale                                      | Mailand               | |  |
| Giuseppe Zonca                          | 15. Juni 1760, Hoftheater                                            | München               | |  |
| Niccolò Piccinni                        | 27. August 1760, Teatro della Pergola                                | Florenz               | auch am 30. Mai 1765 im Teatro San Carlo in Neapel |  |
| Baldassare Galuppi                      | Frühling 1762, Teatro Ducale                                         | Parma                 | auch Karneval 1762 im Teatro Ricci d’Andono in Cuneo; überarbeitet im September 1766 in Sankt Petersburg; am 17. Juli 1769 im Teatro San Benedetto in Venedig |  |
| Johann Christoph Richter                | 1762, Kleines Hoftheater                                             | Dresden               | |  |
| Niccolò Jommelli                        | 4. November 1764, Schlosstheater                                     | Ludwigsburg           | 1770 überarbeitet von João Cordeiro da Silva im Teatro de Salvaterra in Lissabon                                                                              |  |
| George Rush                             | 1764, Theatre Royal, Drury Lane                                      | London                | Libretto bearbeitet von Richard Rolt als The Royal Shepherd                                                                                                   |  |
| Felice Giardini                         | 3. März 1765, King’s Theatre am Haymarket                            | London                | |  |
| Antonio Tozzi                           | 1766–67?                                                             | Braunschweig          | |  |
| Pietro Alessandro Guglielmi             | Mai 1767, Teatro San Benedetto                                       | Venedig               | auch 1774 im Neuen Hoftheater in München |  |
| Pietro Pompeo Sales                     | 1770                                                                 | Koblenz               | |  |
| Giuseppe Sarti                          | 1771, Det Kongelige Teater                                           | Kopenhagen            | zweite Fassung |  |
| Joseph Aloys Schmittbaur                | 1772                                                                 | Rastatt               | |  |
| Anton Adam Bachschmid                   | 1774, Hof von Raymund Anton von Strasoldo                            | Eichstätt             | |  |
| Wolfgang Amadeus Mozart → Il re pastore | 23. April 1775, Palast des Fürsterzbischofs Hieronymus von Colloredo | Salzburg              | Libretto bearbeitet als Serenata in zwei Akten vermutlich von Giambattista Varesco                                                                            |  |
| Tommaso Giordani                        | 30. Mai 1778, King’s Theatre am Haymarket                            | London                | |  |
| Ignazio Platania                        | 1778, Teatro San Carlo                                               | Neapel                | |  |
| Matteo Rauzzini                         | Karneval 1784, Smock Alley Theatre                                   | Dublin                | |  |
| Paolo Francesco Parenti                 | komponiert in den 1780er Jahren; vermutlich nicht aufgeführt         |                       | |  |
| Luciano Xavier Santos                   | 1797                                                                 |                       | |  |

## Aufnahmen und Aufführungen in neuerer Zeit
- Antonio Maria Mazzoni:
  - 2006: Aufführung bei den Tagen Alter Musik in Herne und CD. Real Compañía Ópera de Cámara, Leitung: Juan Bautista Otero. Sänger: Leif Aruhn-Solén (Alessandro), Anna-Maria Panzarella (Aminta), Delphine Gillot (Elisa), Céline Ricci (Tamiri), Marina Pardo (Agenore).[38]
- Wolfgang Amadeus Mozart (Auswahl):
  - 1952: Schallplatte. Orchester des Tonstudios Stuttgart, Leitung: Gustav Lund. Sänger: Albert Weikenmeier (Alessandro), Agnes Giebel (Aminta), Käthe Nentwig (Elisa), Hetty Plümacher (Tamiri), Werner Hohmann (Agenore).[39]
  - 1966: Schallplatte, CD. The Orchestra of Naples, Leitung: Denis Vaughan. Sänger: Luigi Alva (Alessandro), Reri Grist (Aminta), Lucia Popp (Elisa), Arlene Saunders (Tamiri), Nicola Monti (Agenore).[39]
  - 1974: Schallplatte, CD. Mozarteumorchester Salzburg, Leitung: Leopold Hager. Sänger: Peter Schreier (Alessandro), Edith Mathis (Aminta), Arleen Augér (Elisa), Sona Ghazarian (Tamiri), Werner Krenn (Agenore).[39]
  - 1989: CD. Academy of St Martin in the Fields, Leitung: Neville Marriner. Sänger: Jerry Hadley (Alessandro), Angela Maria Blasi (Aminta), Sylvia McNair (Elisa), Iris Vermillion (Tamiri), Claes Haakon Ahnsjö (Agenore).[39]
  - 1995: CD (live). Concentus Musicus Wien, Leitung: Nikolaus Harnoncourt. Sänger: Roberto Saccá (Alessandro), Ann Murray (Aminta), Eva Mei (Elisa), Inga Nielsen (Tamiri), Markus Schäfer (Agenore).[39]
  - 2001: CD. Musica ad Rhenum, Capella Amsterdam, Leitung: Jed Wentz. Sänger: Alexei Gregorev (Alessandro), Johannette Zomer (Aminta), Francine van der Heyden (Elisa), Claudia Patacca (Tamiri), Marcel Reijans (Agenore).[39]

## Digitalisate
1. ↑  Johann Anton Koch: Des Herrn Abt Peter Metastasio Kayserl. Königl. Hofpoetens Dramatische Gedichte, aus dem Italiänischen übersetzt. Sechster Band. Krauß, Frankfurt und Leipzig 1774 als Digitalisat beim Münchener Digitalisierungszentrum.
2. 1 2  Libretto (italienisch/deutsch) der anonymen Oper, Hamburg nach 1751 als Digitalisat bei der Staatsbibliothek zu Berlin.
3. 1 2  Libretto der Oper von Giuseppe Bonno, deutsche Übersetzung von L. L. von C., Wien 1762 als Digitalisat beim Münchener Digitalisierungszentrum.
4. ↑  Libretto (italienisch)  der Oper von Giuseppe Sarti, Venedig 1752. Digitalisat im Corago-Informationssystem der Universität Bologna.
5. ↑  Libretto (italienisch/spanisch) der anonymen Oper, Barcelona 1753 als Digitalisat bei Google Books.
6. ↑  Partitur der Oper von Francesco Antonio Uttini, 1755 als Digitalisat beim International Music Score Library Project.
7. ↑  Libretto (italienisch) der Oper von Johann Adolph Hasse, Dresden 1755 als Digitalisat bei der Staatsbibliothek zu Berlin.
8. ↑  Libretto (italienisch)  der Oper von David Perez, Cremona 1756. Digitalisat im Corago-Informationssystem der Universität Bologna.
9. ↑  Libretto (italienisch) der Oper von Antonio Maria Mazzoni, Bologna 1757 als Digitalisat im Museo internazionale e biblioteca della musica di Bologna.
10. ↑  Libretto (italienisch)  der Oper von Giovanni Battista Lampugnani, Mailand 1758. Digitalisat im Corago-Informationssystem der Universität Bologna.
11. ↑  Libretto (italienisch) der Oper von Giuseppe Zonca, München 1760 als Digitalisat beim Münchener Digitalisierungszentrum.
12. ↑  Libretto (italienisch) der Oper von Niccolò Piccinni, Florenz 1760 als Digitalisat im Museo internazionale e biblioteca della musica di Bologna.
13. ↑  Libretto (italienisch)  der Oper von Baldassare Galuppi, Venedig 1769. Digitalisat im Corago-Informationssystem der Universität Bologna.
14. ↑  Libretto (italienisch)  der Oper von Niccolò Jommelli, Lissabon 1770. Digitalisat im Corago-Informationssystem der Universität Bologna.
15. ↑  Libretto (italienisch) der Oper von Pietro Alessandro Guglielmi, München 1774 als Digitalisat beim Münchener Digitalisierungszentrum.
16. ↑  Partitur der Oper von Wolfgang Amadeus Mozart, Breitkopf & Härtel, Leipzig 1879 als Digitalisat beim International Music Score Library Project.